# Antichan
Antichan település Franciaországban, Hautes-Pyrénées megyében. Lakosainak száma 40 fő (2022. január 1.). Antichan Anla, Créchets, Gembrie, Ilheu, Samuran és Troubat községekkel határos.

## Népesség
A település népességének változása:
| Lakosok száma | 36   | 33   | 34   | 35   | 38   | 40   | 40   | 40   | 40   |
|               | 2013 | 2015 | 2016 | 2017 | 2018 | 2019 | 2020 | 2021 | 2022 |